# فيكتور ستاسيلوفيتش
فيكتور ستاسيلوفيتش (مواليد 28 مايو 1994) هو سبّاح من روسيا البيضاء، مثّل بلاده في الألعاب الأولمبية الصيفية 2016.

## روابط خارجية
فيكتور ستاسيلوفيتش على موقع الاتحاد الدولي للسباحة (الإنجليزية)
- فيكتور ستاسيلوفيتش على موقع أوليمبيديا (الإنجليزية)